# Xarxa Jesuïta Africana contra la Sida
La Xarxa Jesuïta Africana contra la Sida (African Jesuit AIDS Network, AJAN) és una xarxa d'entitats creada el 21 de juny del 2002 per jesuïtes d'Àfrica i Madagascar, amb seu a Nairobi, que actua en diversos països per lluitar contra la sida, generar una consciència crítica i impulsar l'accés universal a tractaments a malalts de la sida. El 2017 estava present en 20 països. L'entitat ha defensat en diverses ocasions el dèficit de finançament per la lluita contra la sida a l'Àfrica. És una de les entitats de l'Església Catòlica que en total atenen al 25% de dels malalts de Sida del món i que a l'Àfrica en àrees remotes pot arribar al 100%, segons dades del Vaticà.
Michael Czerny va fundar i dirigir l'entitat del 2002 al 2010. El motiu de la creació de l'entitat va ser "animar als jesuïtes d'Àfrica i Madagascar a fundar i desenvolupar projectes" relacionats amb la lluita contra la sida. Aquestes entitats poden ser de persones infectades i afectades pel virus, que lluiten contra l'estigmatització i la discriminació, que promouen la responsabilitat i prevenció i que són sensibles a la cultura, la fe i l'espiritualitat de la gent. Czerny defensa que limitar la lluita contra la sida a fomentar l'ús del preservatiu no és suficient i transmet que els africans son "ansiosos, egoistes i incapaços d'autocontrol". A finals de la dècada del 2010 al capdavant de l'entitat hi havia Paterne Mombe, expert sobre la sida a Àfrica format en Biologia a Burkina Faso, que va decidir dedicar-se a la lluita contra la sida després d'estar en contacte amb malalts d'Uganda. "No es tracta de dir-los que utilitzin el preservatiu o que no ho facin, sino de formar una consciència crítica, perquè facin una opció raonada, i escullin el que considerin millor per ells", va dir en una entrevista.